# أماغندر
أماغندر (بالإنجليزية: Amagandar)‏ أرواح حماية إناث في الميثولوجيا التونغية.